# Angola (Indiana)
Angola é uma cidade localizada no estado americano de Indiana, no Condado de Steuben.

## Demografia
Segundo o censo americano de 2000, a sua população era de 7344 habitantes. 
Em 2006, foi estimada uma população de 7922, um aumento de 578 (7.9%).

## Geografia
De acordo com o United States Census Bureau tem uma área de 
11,0 km², dos quais 11,0 km² cobertos por terra e 0,0 km

## Localidades na vizinhança
O diagrama seguinte representa as localidades num raio de 20 km ao redor de Angola. 